# Afraate
Afraate (in persiano افرهاد Aphrahat; Aphrahas; Pharhad, in siriaco ܐܦܪܗܛ, in greco Ἀφραάτης? Afraatīs; Adiabene, 270 circa – Adiabene, 346) è stato uno scrittore, teologo e santo siriaco, detto «il sapiente persiano» (ܚܟܝܡܐ ܦܪܣܝܐ, Ḥakkîmâ phārsāyā). Preceduto dal solo Bardesane di Edessa   è, insieme ad Efrem di Nisibi, il più antico autore cristiano in lingua siriaca di cui si conoscano gli scritti. Le sue opere testimoniano quale fosse la dottrina originale delle Chiese di lingua semitica, che ai suoi tempi non erano ancora state influenzate dal pensiero greco.

## Biografia
Il nome proprio è di origine persiana: Aphrahat (o Pharhadh) è la versione siriaca del pahlavi Frahāt (che fu il nome di cinque re Parti).
La sua famiglia era originaria dell'Adiabene, una regione della Mesopotamia del nord, parte dell'Impero persiano.
Nato verso il 270, Afraate visse sotto l'impero persiano: i suoi testi sono datati secondo l'era persiana e secondo gli anni di regno di Sapore II, di cui evidentemente fu un suddito.
Scrisse in siriaco.
Crebbe in una comunità ecclesiale legata alla tradizione giudeo-cristiana. Quando fu battezzato assunse il nome cristiano di Giacomo.
Praticò la vita ascetica e successivamente (il dato è praticamente certo) fu un “monaco” dei "Figli dell'Alleanza".
Gli studiosi ritengono che potrebbe essere stato anche vescovo. Egli infatti firmò la lettera che un sinodo di vescovi tenutosi nel 344 inviò alla sede arcivescovile di Seleucia-Ctesifonte (la sede metropolitana della Chiesa d'Oriente).

## Opere
Afraate fu autore di una raccolta contenente 23 opere (tra discorsi e omelie) che porta il titolo di Demonstrationes (in siriaco 'Taḥwiyāthā), dette anche Esposizioni. I 23 testi sono ordinati secondo il criterio alfabetico: dalla prima alla 22ª lettera dell'alfabeto siriaco. Il 23mo testo è da considerarsi un'appendice: si tratta di una lettera indirizzata ai “Figli dell'Alleanza”, la comunità monastica di cui lo stesso Afraate faceva parte.
Nelle Demonstrationes tratta diversi temi della vita cristiana, come la fede, l'amore, il digiuno, l'umiltà, la preghiera, la vita ascetica e anche il rapporto tra giudaismo e cristianesimo, tra Antico e Nuovo Testamento.
I suoi scritti furono all'inizio attribuiti a Giacomo di Nisibi ma, nel 1855 il Cureton riuscì a dimostrarne la paternità di Afraate.

## Dottrina
Nelle sue opere Afraate espone la dottrina delle tre persone divine, ammettendo l'unità della persona di Cristo in due nature (quindi si colloca dentro l'ortodossia), anche se ignora il Credo del Concilio di Nicea. Quanto allo Spirito Santo, la sua dottrina non lo nomina espressamente (questa è un'altra differenza rispetto ai teologi suoi contemporanei che conobbero il Concilio di Nicea).

Ciò che contraddistingue la sua dottrina è il fatto che essa sia basata su di un simbolismo esclusivamente biblico, arricchito dalle traduzioni targumiche trasmesse dalle prime comunità cristiane della Mesopotamia.
Egli afferma anche che l'anima, dopo la morte, rimane in uno stato di letargia spirituale fino al giorno della resurrezione del corpo, perché l'anima non vuole lasciare del tutto il corpo, al quale aderisce per le funzioni terrene esercitate, mentre nella sua essenza celestiale è unita a Cristo.

## Culto
La Chiesa lo considera santo e lo ricorda il 29 gennaio.

### Traduzioni in italiano
- Afraate, Le esposizioni, 2 voll., a cura di Giovanni Lenzi, Brescia, Paideia, 2012. 
  - Vol. 1, ISBN 978-8839408211.
  - Vol. 2, ISBN 978-8839408235.